# Eugène Ferret
Eugène Ferret est un architecte français né le 26 avril 1851 à Paris, où il est mort le 14 novembre 1936.
Il a réalisé des ouvrages architecturaux comme l'Opéra de Saïgon, le Casino de San Remo ou le pavillon coréen de l'Exposition universelle de 1900 à Paris.

## Biographie
Il est né à Paris le 26 avril 1851 et est mort dans la même ville le 14 novembre 1936.
Fils de Eugène Alexis, mécanicien et de Marie-Jeanne Flety, sans profession,. Il épouse Mathilde Denuelle à Paris, dans le 18e arrondissement le 6 juin 1876 et divorce le 28 juin 1920.

## Réalisations

### Casino municipal de San Remo

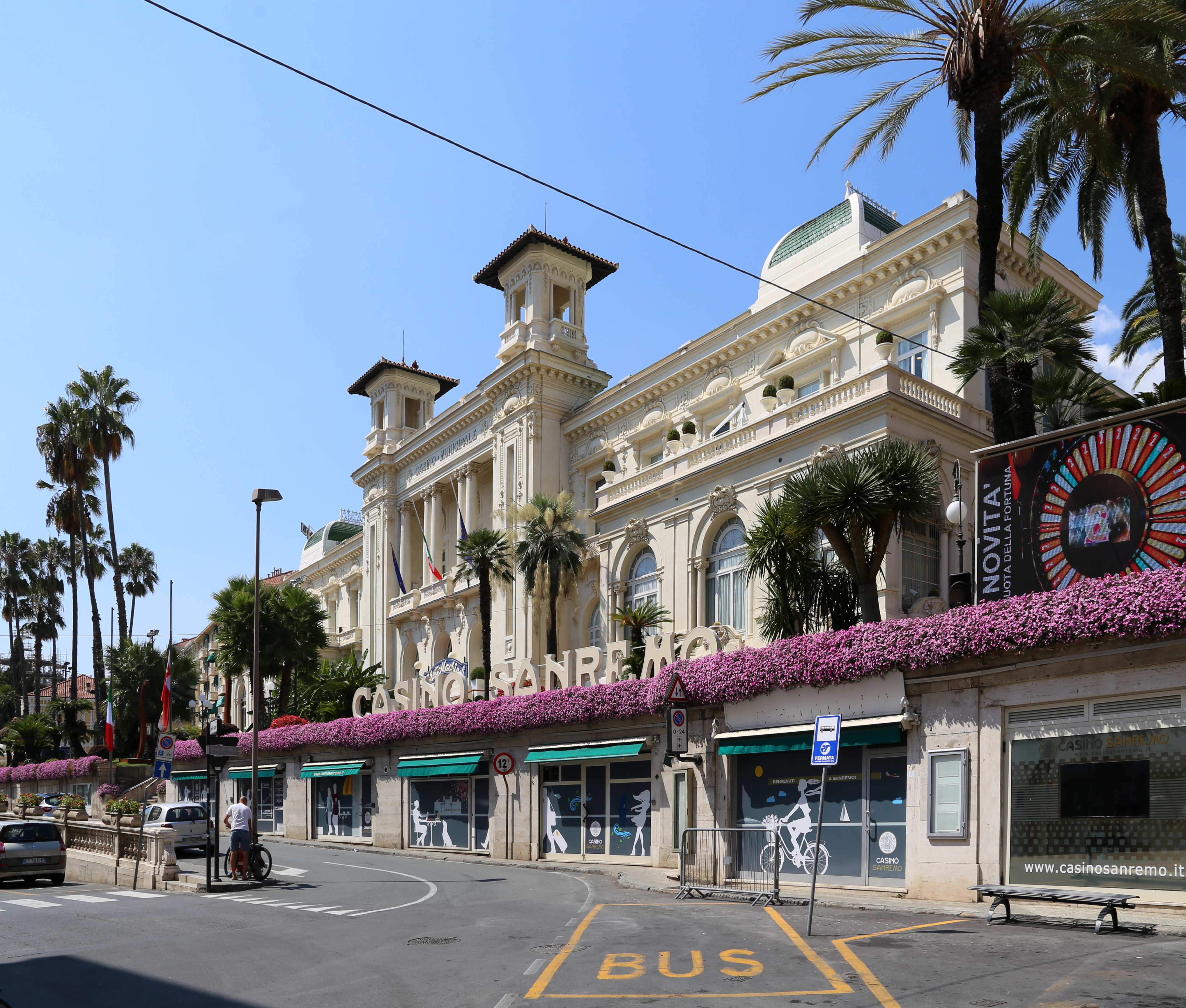
Vue en 2018 du Casino municipal de San Remo

Il conçoit le bâtiment du Casino de San Remo (it), qui abrite encore aujourd'hui en 2020 la maison de jeu Matuzian.
L'architecte Ferret remporte la construction du casino parmi six autres projets présentés. Le succès du projet est dû au choix pour le bâtiment du style Art nouveau, très en vogue en France voisine à l'époque. L'inauguration de l'imposant bâtiment, le 12 janvier 1905, voit son utilisation comme salle de spectacle où sont organisés, sans autorisation officielle, des fêtes, des concerts et des jeux d'argent. Cette activité fut légalisée par l'arrêté royal du 22 décembre 1927 n° 2448.
Ferret fut également le premier gérant du Casino en vertu d'un contrat signé avec la préfecture d'Imperia qui découlait d'accords antérieurs avec la municipalité de Sanremo convenus le 5 novembre 1903. L'inspection du Casino a été confiée par la municipalité à l'architecte Pio Soli, par rapport aux plans et aux devis présentés à l'époque. Soli a révélé certaines lacunes et déficiences dans le projet initial et a conseillé à l'administration municipale de déduire un montant du prix initialement convenu. Ce « rapport d'essai » suscite des réactions vibrantes et controversées de la part de Ferret, qui accuse Soli de jalousie car il avait lui-même présenté, en 1880, un projet de construction d'un Casino-Kursaal, toujours dans la commune de Sanremo.

### Opéra de Saïgon
En 1897 il supervise les travaux de l'opéra de Saïgon en Indochine française, actuel Vietnam.

### Pavillon coréen à l'exposition universelle de 1900

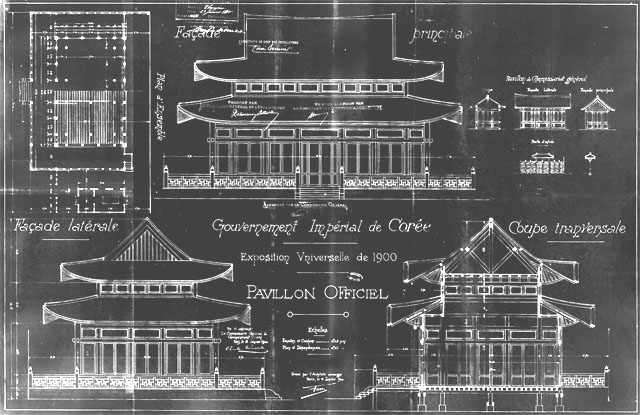
Plan du pavillon coréen pour l'exposition universelle de 1900 à Paris

Eugène Ferret a conçu le pavillon de la Corée à l'exposition universelle de 1900 en s'inspirant de la salle d'audience royale du palais de Gyeongbok.

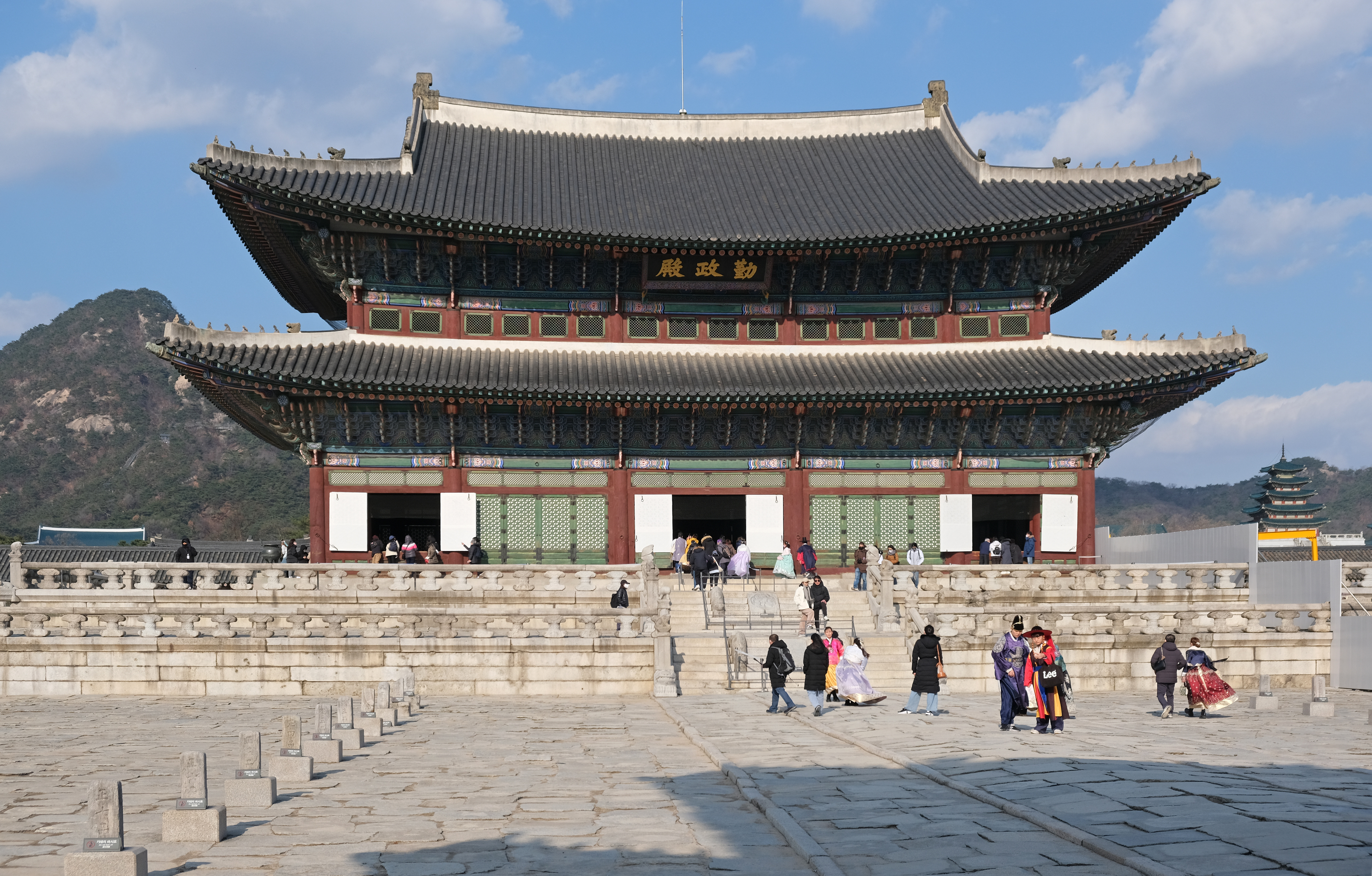
Le pavillon coréen s'inspire de la salle d'audience royale du palais de Gyeongbok de Séoul

Il a remplacé l'architecte Delort de Gléon après sa mort subite en novembre 1899, et a fait de nouveaux plans pour un bâtiment nettement réduit. Ses plans ont été validée en janvier 1900.

### Autre
Il collabore avec Eugène Ramelet pour aménager le théâtre du Casino de Trouville (Calvados) en 1912.

## Liste des réalisations
- Opéra de Saigon (1897), supervision des travaux
- Pavillon coréen de l'exposition universelle de 1900 (1900)
- Casino de Sanremo (1905)

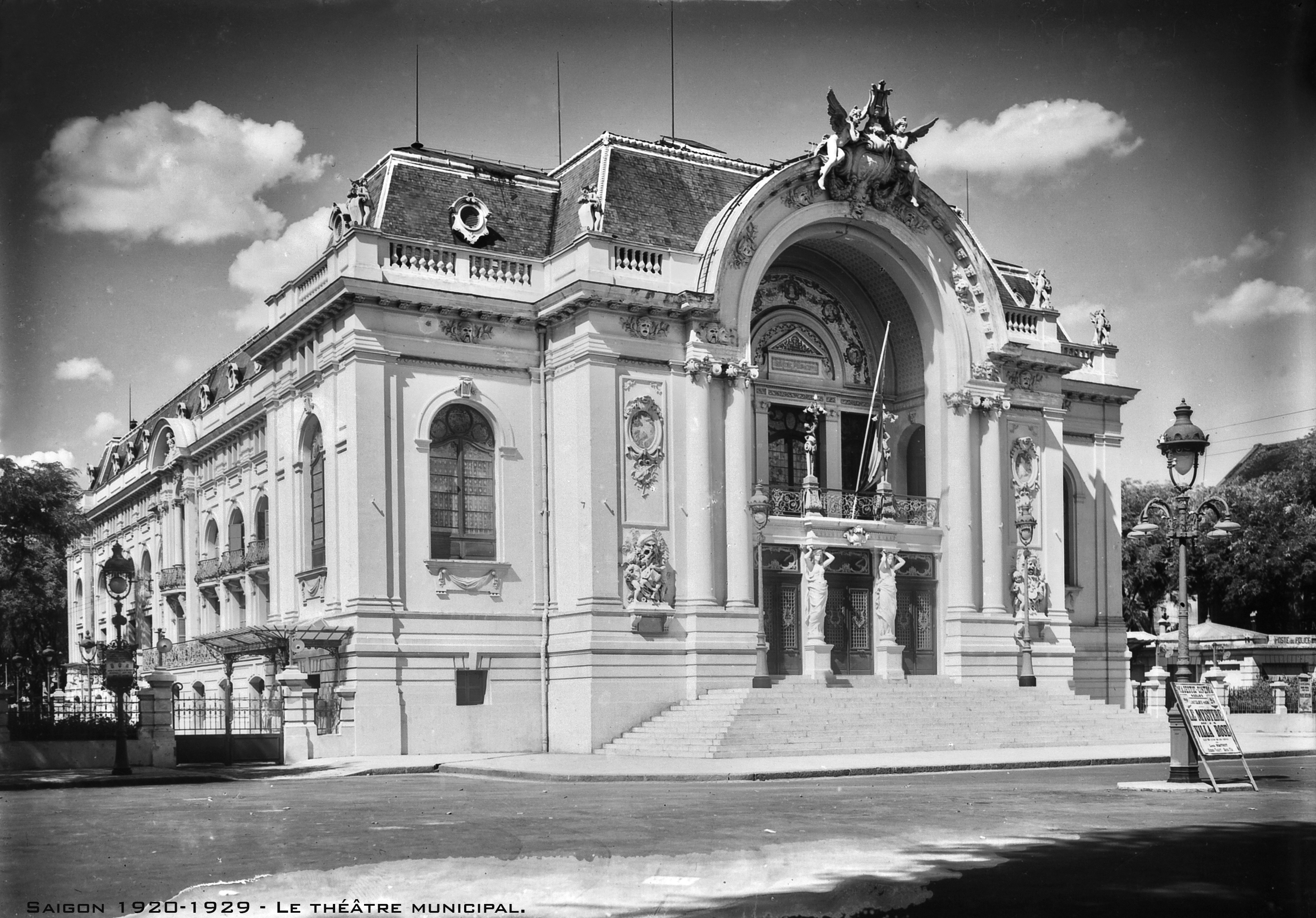
Opéra de Saïgon construit par Félix Ollivier, Ernest Guichard et lui-même en 1897, dans l'Indochine française
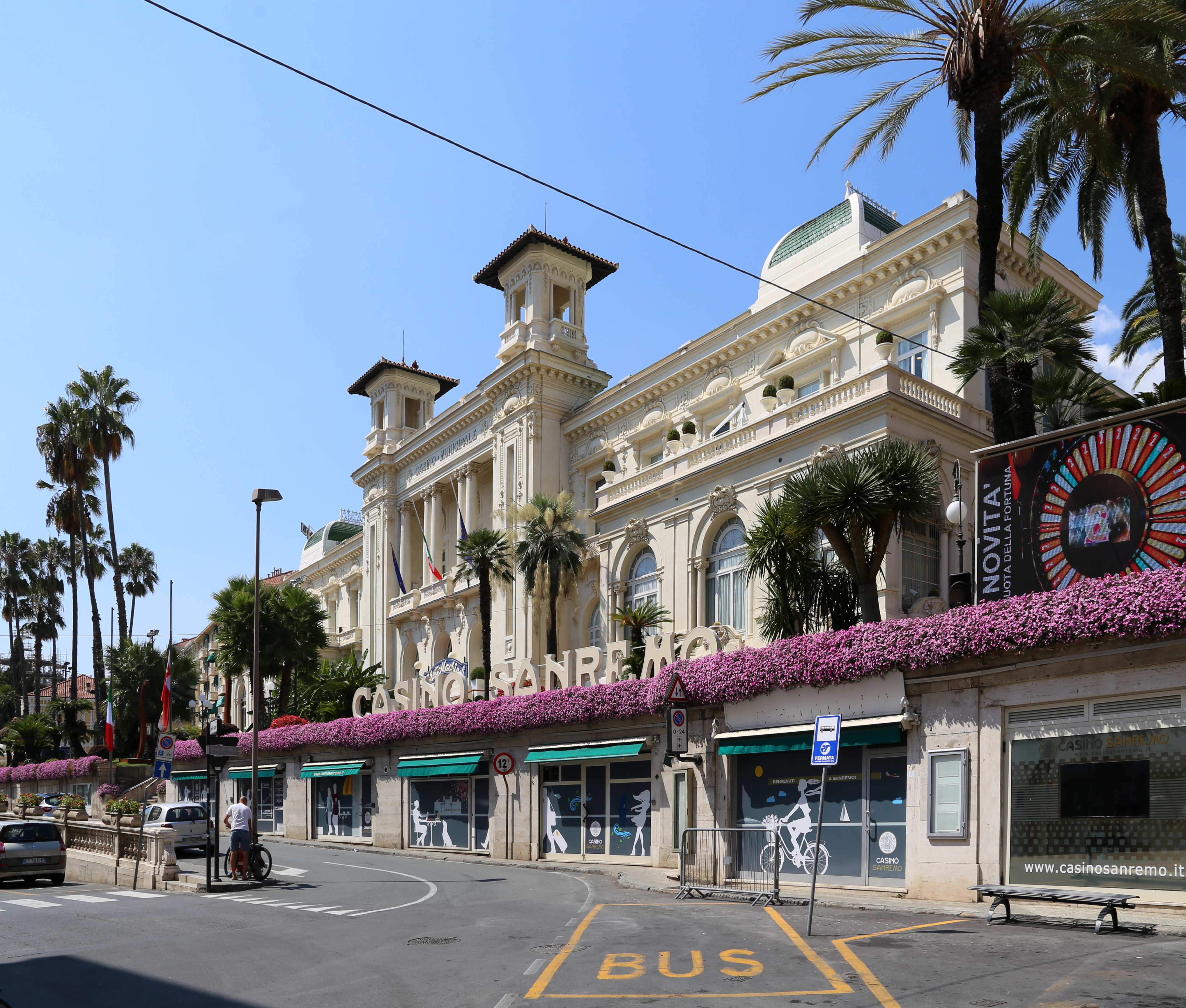
Casino municipal de San Remo en Italie, inauguré le 14 janvier 1905
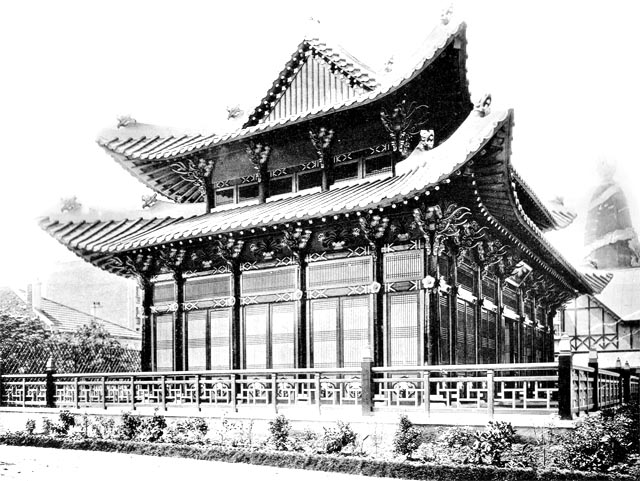
Pavillon coréen à l'exposition universelle de 1900

## Récompenses et distinctions
- Chevalier de la Légion d'honneur, 19 janvier 1933[1]
- Croix de guerre 1870–1871[1]
- ou  Officier de l'Ordre royal du Cambodge [1]
- Distinction du Dragon de l'Annam[1]
- Distinction de l'Étoile d'Anjouan[1]
- Distinction de l'Ordre impérial de Corée[1]
- Distinction Grande Sapèque et Kimkhanh du Tonkin[1]
- Distinction Médaille de Sauvetage[1]